# Определение свободных произведений культуры

Определение свободных произведений культуры, логотип

Определение свободных произведений культуры (англ. Definition of Free Cultural Works) — определение свободного контента, выдвинутое Эриком Мёллером и опубликованное на веб-сайте freedomdefined.org.
Первый черновик Определения свободных произведений культуры был опубликован 3 апреля 2006. Ричард Столлман, Лоуренс Лессиг, Анжела Бизли и другие помогали проекту. Версии 1.0 и 1.1 были опубликованы и переведены на некоторые языки.
Определение свободных произведений культуры используется в проектах Викимедиа. В 2008 лицензии Creative Commons Attribution и Attribution-ShareAlike были помечены как «Approved for Free Cultural Works». Потом проекты Викимедиа перешли на лицензию Attribution-ShareAlike.

## Одобренные лицензии
- Against DRM
- BSD-like non-copyleft licenses
- Creative Commons Attribution
- Creative Commons Attribution ShareAlike
- Design Science License
- FreeBSD Documentation License
- Free Art License
- GNU Free Documentation License
- GNU General Public License
- Lizenz für Freie Inhalte
- MirOS Licence
- MIT License